# Wiarda (Adelsgeschlecht)

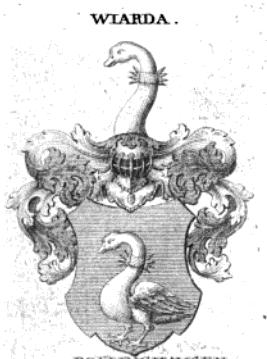
Stammwappen der Familie Wiarda

Die Familie Wiarda ist ein niederländisch-deutsches Adelsgeschlecht.
Der Ursprung der Familie Wirda liegt in Westfriesland dort wurde 1369 ein Feddeko  Wiarda und 1380 ein Pybo  Wiarda erwähnt. Die gesicherte Stammreihe beginnt 1399 mit Sjoerd (Syvaerd) Wiarda, der als Potestas von Westfriesland genannt wird. Der Stammsitz der Familie war das Steinhaus Wirda State bei Goutum südlich Leeuwarden, das aber 1881 abgerissen wurde.
Dothias (Doytse) Wiarda († 1498) war der Ururenkel von Sjoerd Wiardas und ist der Stammvater aller noch lebenden Angehörigen des Geschlechts. Die deutsche Linie wurde durch Bucho Wiarda (1532–1595) begründet, der vor dem Herzog von Alba nach Bremen floh. Einer seiner Söhne war der ostfriesische Kanzler Dothias Wiarda. Dessen Nachkommen stellten viele Amtmänner in Leer.
Die Familie erhielt zweimal den preußischen Adel. Zunächst am 31. Juli 1895 für Konrad Hermann Wiarda (1841–1915), nochmals am 8. August 1901 für Florenz Hieronymus Eduard Wiarda (1851–1925) und Tilemann Dothias Heinrich Wiarda (1857–1941), Söhne von Christian Heinrich Wiarda (1809–1879).
Zusammen mit der Familie Innhausen und Knyphausen ist die Familie Warda das einzige noch heute in Ostfriesland lebende Geschlecht, das in väterlicher Linie seine  Abstammung auf einen friesischen Häuptling zurückführen kann.

## Angehörige
- Dothias Wiarda (1565–1637), ab 1611 ostfriesischer Kanzler
- Georg Wiarda (1889–1971), deutscher Mathematiker und Schachspieler
- Gérard Wiarda (Gerardus Johannes Wiarda; 1906–1988), niederländischer Rechtswissenschaftler
- Tileman Dothias Wiarda (1746–1826), ostfriesischer Geschichtsschreiber
- Georg Ludwig Wiarda (1781–1832), Justizkommissar und Notar

## Wappen
Stammwappen:

In Blau ein flugbereiter weißer Schwan mit einem (schwarzen?) Stachelhalsband. Helmzier: der wachsende weiße Schwan.
Wappen (um 1900):

In Silber eine aufsteigende blaue Spitze, darin ein flugbereiter schwarzbewehrter weißer Schwan, begleitet in Silber von zwei schwarzen Stachelhalsbändern. Gekrönter Helm, wachsender flugbereiter weißer Schwan; Helmdecken rechts schwarz-silber, links blau-silber.